# إديث جونز (ناشطة)
إديث جونز (بالإنجليزية: Edith Jones)‏ هي ناشِطة أسترالية، ولدت في 1875 في كلافام ‏ في المملكة المتحدة، وتوفيت في 24 نوفمبر 1952 في بروملي ‏ في المملكة المتحدة.